# Horst Müller
Horst Müller (1952-2011) fue un deportista de la RDA que compitió en luge en las modalidades individual y doble.
Ganó tres medallas en el Campeonato Mundial de Luge entre los años 1974 y 1977, y una medalla en el Campeonato Europeo de Luge de 1975.

## Palmarés internacional
| Campeonato Mundial | Campeonato Mundial    | Campeonato Mundial | Campeonato Mundial |
| Año                | Lugar                 | Medalla            | Prueba             |
| ------------------ | --------------------- | ------------------ | ------------------ |
| 1974               | Königssee (RFA)       | Medalla de bronce  | Individual         |
| 1975               | Hammarstrand (Suecia) | Medalla de plata   | Doble              |
| 1977               | Igls (Austria)        | Medalla de plata   | Individual         |
| Campeonato Europeo |                       |                    |                    |
| Año                | Lugar                 | Medalla            | Prueba             |
| 1975               | Valdaora (Italia)     | Medalla de plata   | Doble              |